# Gwen Le Gallienne
Gwen Le Gallienne (1874-1966) est une peintre et sculptrice anglaise,. Elle est la première femme autorisée à dessiner des scènes de champ de bataille par le bureau de la Guerre britannique.

## Biographie
Gwen Le Gallienne naît d'Irma Hinton Perry et de Roland Hinton Perry en 1874. Belle-fille de Richard Le Gallienne, elle prend le nom de Gwen Le Gallienne.
Le Gallienne se démarque dans les années 1920 par son refus de suivre les normes sociales et sexuelles de l’époque. Elle est en particulier connue dans le cercle bohème de Montparnasse.
Elle a ensuite une liaison avec Louise Bryant, à l’époque où elle est amie avec Stephen Ward. Gwen et Bryant commencent leur liaison début 1928 ; le mari de Bryant aurait trouvé les notes personnelles de Louise sur sa liaison avec Le Gallienne, ce qui provoque leur divorce lors duquel Louise Bryant perd la garde de sa fille,,. Le Gallienne est également en couple avec Yvette Ledeux, une infirmière, mais Ledeux la quitte pour le peintre Georges Malkine en janvier 1929.

## Carrière
Gwen Le Gallienne fait ses premières expositions alors qu’elle à la vingtaine, et est parfois exposée en solo. En 1940, Le Gallienne est la première femme peintre autorisée par le bureau de la Guerre du Royaume-Uni à se rendre sur les champs de bataille pour les peindre,. Elle sert également les services de renseignement britanniques pendant la Seconde Guerre mondiale.